# Emil Săndoi
Emil Gheorghe Săndoi (ur. 1 marca 1965 w Krajowie) – rumuński trener piłkarski, wcześniej piłkarz, występujący na pozycji środkowego obrońcy lub defensywnego pomocnika. Były reprezentant Rumunii. Aktualnie trener rumuńskiego klubu Chindia Târgoviște.

## Kariera piłkarska
Jest wychowankiem Universitatei Krajowa, w której łącznie spędził czternaście lat, okraszonych zdobyciem mistrzostwa, wicemistrzostwa oraz dwóch Pucharów Rumunii. W jej barwach Săndoi rozegrał 308 meczów i strzelił 45 goli. Opuścił klub dopiero w 1995 roku, kiedy na jeden sezon wyjechał do francuskiego drugoligowca Angers SCO. Po powrocie przez półtora roku występował w Argeș Pitești, a następnie ponownie trafił do Universitatei, gdzie w 1999 roku zakończył piłkarską karierę. W reprezentacji Rumunii rozegrał 30 meczów. Zadebiutował w październiku 1987 roku w towarzyskim spotkaniu z Grecją. Trzy lata później znalazł się w kadrze na mundial 1990, ale nie wystąpił w żadnym meczu. Miejsce w podstawowej jedenastce wywalczył dopiero po mistrzostwach. Z drużyną narodową pożegnał się w kwietniu 1993 roku. Wielokrotnie, najczęściej pod nieobecność Gheorghe Hagiego, pełnił funkcję kapitana zespołu.

## Kariera trenerska
Niedługo po zakończeniu kariery piłkarskiej, rozpoczął pracę szkoleniową w sztabie trenerskim Universitatei Krajowa. W 2002 roku tymczasowo przejął obowiązki pierwszego trenera (na siedem ostatnich kolejek sezonu 2001–2002), a po podpisaniu kontraktu z Sorinem Cârțu został jego asystentem. Od 2004 do sierpnia 2005 roku prowadził samodzielnie pierwszoligowy Pandurii Târgu Jiu. Od lipca 2006 do 19 sierpnia 2013 był selekcjonerem młodzieżowej reprezentacji Rumunii.

## Sukcesy piłkarskie
- mistrzostwo Rumunii 1991, wicemistrzostwo Rumunii 1995, III miejsce w Divizii A 1984, 1986, 1990 i 1993 oraz Puchar Rumunii 1991 i 1993 z Universitateą Krajowa
- III miejsce w Divizii A 1998 z Argeș Pitești